# Friedensreich Hundertwasser
Friedensreich Hundertwasser, właściwie Friedrich Stowasser (ur. 15 grudnia 1928 w Wiedniu, zm. 19 lutego 2000 na morzu, na statku RMS Queen Elizabeth 2) – austriacki malarz, grafik, rzeźbiarz, performer, aktywista ochrony środowiska, znany przede wszystkim z realizacji budowlanych; w 1948 rozpoczął studia na wiedeńskiej Akademii Sztuk Pięknych, które porzucił po trzech miesiącach.
Styl jego charakteryzuje unikanie regularności, symetrii i prostych linii oraz kątów. Typowym elementem jego projektów są okna o różnych kształtach i rozmiarach. Do swoich budowli wprowadzał zieleń, m.in. w formie drzew rosnących na dachach i we wnękach ścian. Stosował odważne zestawienia kolorów. Bardzo często urozmaicał projekty charakterystycznymi unikatowymi w formie i kolorystyce kolumnami, złotymi kulistymi wieżyczkami oraz mozaikami z płytek ceramicznych. Jego twórczość bywa uważana za twórczą kontynuację secesji wiedeńskiej, wykazuje też wyraźne wpływy architektury Antoniego Gaudíego.

## Życiorys

### Dzieciństwo
Hundertwasser był jedynym dzieckiem bezrobotnego inżyniera Ernsta Stowassera i Elsy Stowasser. Ojciec zmarł na zapalenie wyrostka robaczkowego trzynaście dni po pierwszych urodzinach syna. Od tego czasu wychowaniem syna zajmowała się tylko matka.
W roku 1936 Hundertwasser uczęszczał do szkoły Montessori w Wiedniu. Po roku matka zabrała go stamtąd, uważając, że szkoła jest za droga i nie przygotuje syna do życia. Chociaż była żydówką, w roku 1937 ochrzciła syna, a w roku 1938, po przyłączeniu Austrii do Niemiec, zezwoliła mu na wstąpienie do Hitlerjugend.
Nalot brytyjsko-amerykański na Wiedeń w 1944 roku Hundertwasser i jego matka przetrwali w piwnicy domu w pobliżu Kanału Dunajskiego. Udało im się przeżyć wojnę, chociaż cała rodzina ze strony matki została wymordowana.

### Lata młodzieńcze
W roku 1948 ukończył gimnazjum, zdał maturę i przez trzy miesiące studiował na Akademii Sztuk Pięknych w Wiedniu w klasie malarza, prof. Robina Christiana Andersena. Andersen i studia nie wywarły wrażenia na Hundertwasserze, natomiast duży wpływ w tym czasie wywarł na artystę Egon Schiele i Walter Kampmann. W roku 1948 w wiedeńskiej Albertinie miały miejsce dwie wystawy. Jedna z okazji trzydziestej rocznicy śmierci Egona Schielego, druga poświęcona Kampmannowi i Gustavowi Klimtowi. W obrazach Schielego zainspirowały Hundertwassera domy i mury, a w pracach Kampmanna „Seelenbäume”, czyli „Drzewa z duszą”. Rezultatem są prace: „Ein Regentag mit Walter Kampmann” („Deszczowy dzień z Walterem Kampmannem”) i „Guten Tag, Herr Kampmann” („Dzień dobry, panie Kampmann”).
W tym czasie zmienił nazwisko ze „Stowasser” na „Hundertwasser” co dokładnie znaczy „Sto-woda”. „Po dziesięciu latach odkrył, iż „sto” mogło wywodzić się z wyrazu „Steh” (z niem. stehen=stać) lub „Stau” (z niem. zator, korek, spiętrzenie wody): Stauwasser to „stojące, spokojne wody”, więc nieprawidłowo zgermanizował swoje nazwisko.
Hundertwasser tak mówił o wodzie: „Uważam, że woda jest nieprzewidywalnym żywiołem, który kryje wiele możliwości. To mnie właśnie w niej fascynuje. Dla mnie, woda jest swego rodzajem ucieczką, azylem, do którego zawsze mogę uciec”.

### Dorosłość
W roku 1949 Hundertwasser wyjechał do Włoch. Odwiedził Toskanię, Rzym, Neapol, Sycylię i Florencję. Spotkał tam francuskiego malarza René Brô, z którym wyjechał do Paryża.
W Paryżu prowadził spokojne i nieskomplikowane życie. Mieszkał u francuskiej rodziny, jeździł rowerem i dużo malował. Spędził jeden dzień na Akademii Sztuk Pięknych i doszedł do wniosku, że nie potrzebuje akademickiego wykształcenia. Tworzył wraz z Brô: Brô tworzył szkic, a Hundertwasser wypełniał go kolorami. W tym czasie powstał obraz bezpośrednio na ceglanej ścianie – „Ziemia ludzi, ptaków i statków” (maj 1950). Drugi obraz, „Der wunderbare Fischfang”, postanowili namalować na dykcie.
Był samotnikiem lubiącym podróżować. Podczas wyjazdów nauczył się angielskiego, francuskiego i włoskiego. Mówił też trochę po japońsku, rosyjsku, czesku i arabsku. Zawsze miał przy sobie farby, aby w każdym miejscu móc malować. Pierwsze wystawy jego prac zostały zorganizowane w latach 1952 i 1953 w rodzimym Wiedniu, w 1955 roku w Mediolanie i w 1954 i 1956 w Paryżu.
W roku 1957 Hundertwasser nabył gospodarstwo rolne w Normandii. W 1958 wziął ślub z Hertą Leitner na Gibraltarze. Po dwóch latach nastąpił rozwód. W 1960 r. Hundertwasser wyjechał do Japonii, gdzie w 1961 roku otrzymał w Tokio nagrodę „Mainichi-Preis” na 6 Międzynarodowej Wystawie Sztuki. W 1962 roku ożenił się ponownie, lecz i drugie małżeństwo z Japonką, Yuko Ikewada, rozpadło się w roku 1966. Podczas pobytu w Japonii przybrał imię Friedensreich, które powstało z pojęć Frieden (z niem. pokój) i reich (z niem. bogaty).
W 1964 roku Hundertwasser zakupił tereny w Waldviertel w Dolnej Austrii, gdzie zamieszkał w posiadłości z dala od zgiełku miasta.
W latach 1970–1972 wraz z reżyserem Peterem Schamonim pracował nad filmem o sobie „Hundertwassers Regentag”, nominowanym do Oskara w 1973 roku. Film ten był drugim, po filmie dokumentalnym Ferry’ego Radaxa zatytułowanym „Hundertwasser – życie w spiralach”, filmem traktującym o życiu artysty. Film opowiadał o starym kutrze do przewozu soli, którym artysta przepłynął w 1968 roku z Sycylii do Wenecji i który po przebudowie nazwany został Statkiem „Regentag” („Deszczowy Dzień”) Hundertwassera.
Hundertwasser był twórcą plakatu Dwudziestej Letniej Olimpiady, która miała miejsce w 1972 roku w Monachium. W 1975 roku zaczął projektować znaczki pocztowe. W 1982 roku przebudował fasadę Fabryki Rosenthala w Selb. Rok później położono kamień węgielny pod budowę słynnego Hundertwasserhaus, czyli Domu Hundertwassera w Wiedniu, który oddano do użytku 17 lutego 1985 roku. W kolejnych latach Hundertwasser pracował nad wieloma projektami architektonicznymi w Niemczech, Austrii, Szwajcarii, jak również w Kalifornii, Japonii i Nowej Zelandii.
W roku 1995 ukazała się „Biblia Hundertwassera” – „Hundertwasser-Bibel”. Liczyła 1688 stron i zawierała trzydzieści, sporządzonych specjalnie dla tej edycji, kolaży oraz pięćdziesiąt innych prac. Oprawa była ręcznie wykonana i unikatowa.

flaga Koru

### Śmierć i pochówek
Zmarł na serce 19 lutego 2000 roku na pokładzie statku Queen Elizabeth 2 wracając z Nowej Zelandii.
Zgodnie ze swym życzeniem został pochowany 3 marca 2000 roku w swej posiadłości w Nowej Zelandii pod tulipanowcem nago i bez trumny, owinięty jedynie w zaprojektowaną przez siebie flagę Koru, nową flagę Nowej Zelandii.

## Styl Hundertwassera
Swoje oryginalne pomysły i wizje przedstawiał Hundertwasser w tworzonych przez siebie pracach plastycznych, działaniach na rzecz środowiska naturalnego, filozofii życia, projektach budynków, znaczków pocztowych, flag i ubrań. Cechą charakterystyczną jego stylu jest rezygnacja z linii prostej, którą uważał za niemoralną, stosowanie ostrych, wyrazistych barw i form nieregularnych, organicznych. W architekturze stosuje „cebulowe” kopuły i barokowe kolumnady. Wszystkie jego dzieła są przesycone silnym indywidualizmem artysty. Hundertwassera fascynowała forma spirali, którą po raz pierwszy zastosował w swoich pracach w roku 1953.
Jego artystyczna kariera rozpoczęła się w Wiedniu, kiedy zafascynowały go dzieła Egona Schielego.
Hundertwasser jest artystą unikalnym, chociaż jego budowle, w których stosuje formy biomorficzne i płytki ceramiczne, przypominają prace Antoniego Gaudiego (1852–1926). Hundertwassera zainspirował również styl Wiedeńskiej Secesji (Art Nouveau) oraz malarstwo austriackich artystów Egona Schielego (1890–1918) i Gustava Klimta (1862-1918).

## Manifesty

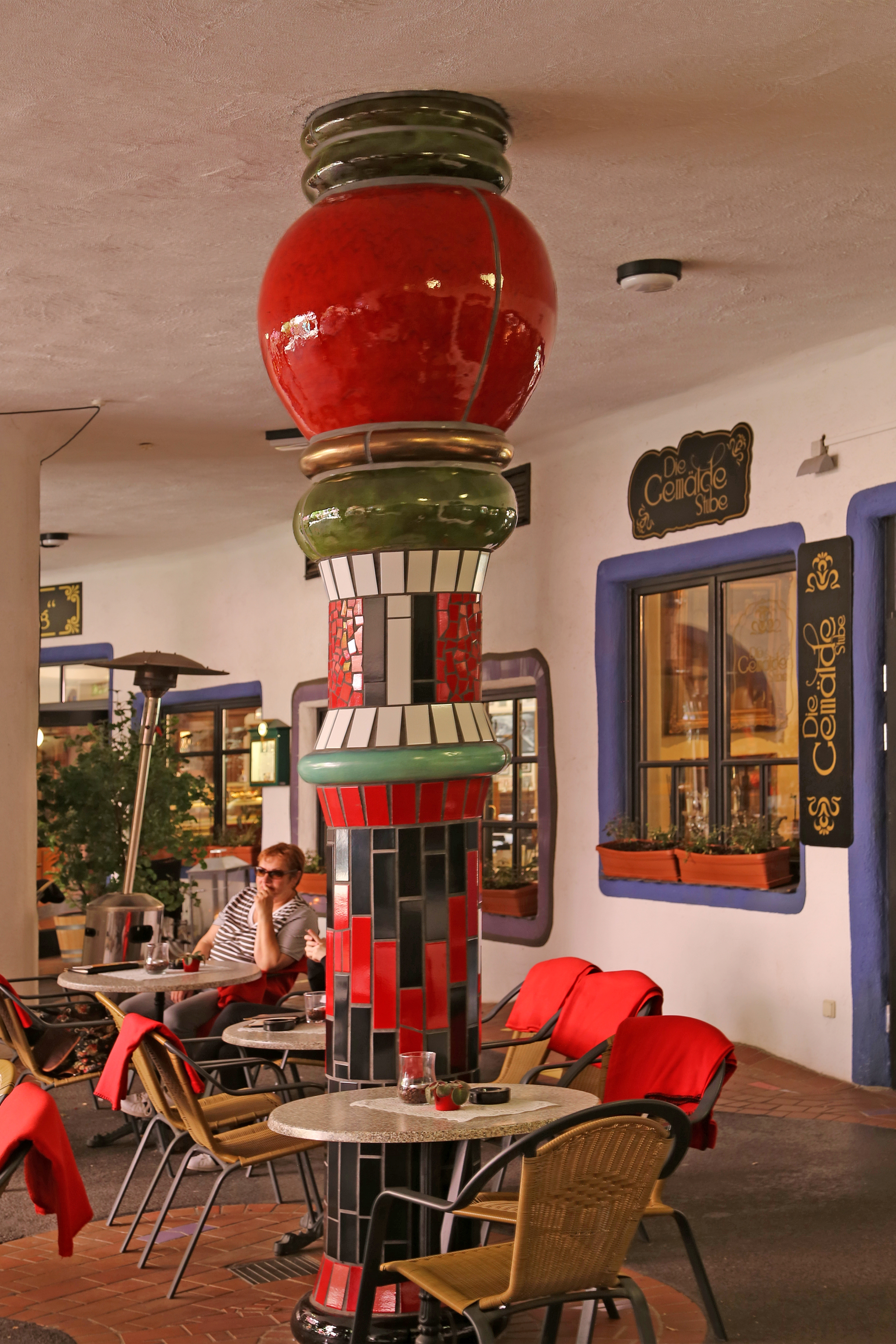
Kolumna Hundertwassera w Magdeburgu

W roku 1954 rozwinął swoją „teorię transautomatyzmu” nawiązując do pojęcia „automatyzmu surrealistycznego”, z tą jednak różnicą, że dla Hundertwassera ważny był odbiorca, a nie przeżycia wewnętrzne artysty.
Tematowi „transautomatyzmu” w architekturze poświęcony jest manifest artysty zatytułowany „verschimmelungs-manifest gegen den rationalismus in der architektur” wygłoszony przez Hundertwassera 4 lipca 1958 roku w Seckau, w Austrii, w którym artysta odrzucił racjonalizm na rzecz wolności projektowania. Manifest ten został uzupełniony dwoma załącznikami: z roku 1959, kiedy to Hundertwasser załączył listę uznanych przez siebie tzw. „zdrowych konstrukcji”, oraz krótkim załącznikiem z roku 1964, w którym stwierdził, iż praca architekta musi być podporządkowana wymaganiom przyszłego mieszkańca oraz że przyszły mieszkaniec musi domagać się swojego „prawa dostępu do trzeciej warstwy skóry”.
Na liście „zdrowych budowli” znalazły się m.in. Casa Batlló Antoniego Gaudiego w Barcelonie, Watts Towers Simona Rodia w Los Angeles, Le Palais Idéal Ferdinanda Chevala w Hauterives, „La Schtroumpf” Christiana Hunzikera w Genewie oraz slamsy we wszystkich miastach, domy wybudowane własnymi rękoma ludów prymitywnych i wiedeńskie ogródki działkowe.

## Realizacje architektoniczne Hundertwassera
W ciągu piętnastu lat Hundertwasser zaprojektował 50 kompleksów, z czego tylko połowę zrealizowano.
Najbardziej znane budowle Hundertwassera to:

### Austria
- Hundertwasserhaus w Wiedniu, czyli „Dom Hundertwassera”, oddany do użytku 8 września 1985 roku. Jest on modelowym przykładem poglądów artysty na architekturę: nierówne podłogi i ściany, porośnięty trawą i drzewami dach, okna ozdobione tak zwanymi zungenbartami, czyli elementami ozdobnymi wokół okna, z niektórych okien wyrastają drzewa. Elewacja budynku w ostrych barwach, wklęsło-wypukłe kolumny jako element architektoniczny;

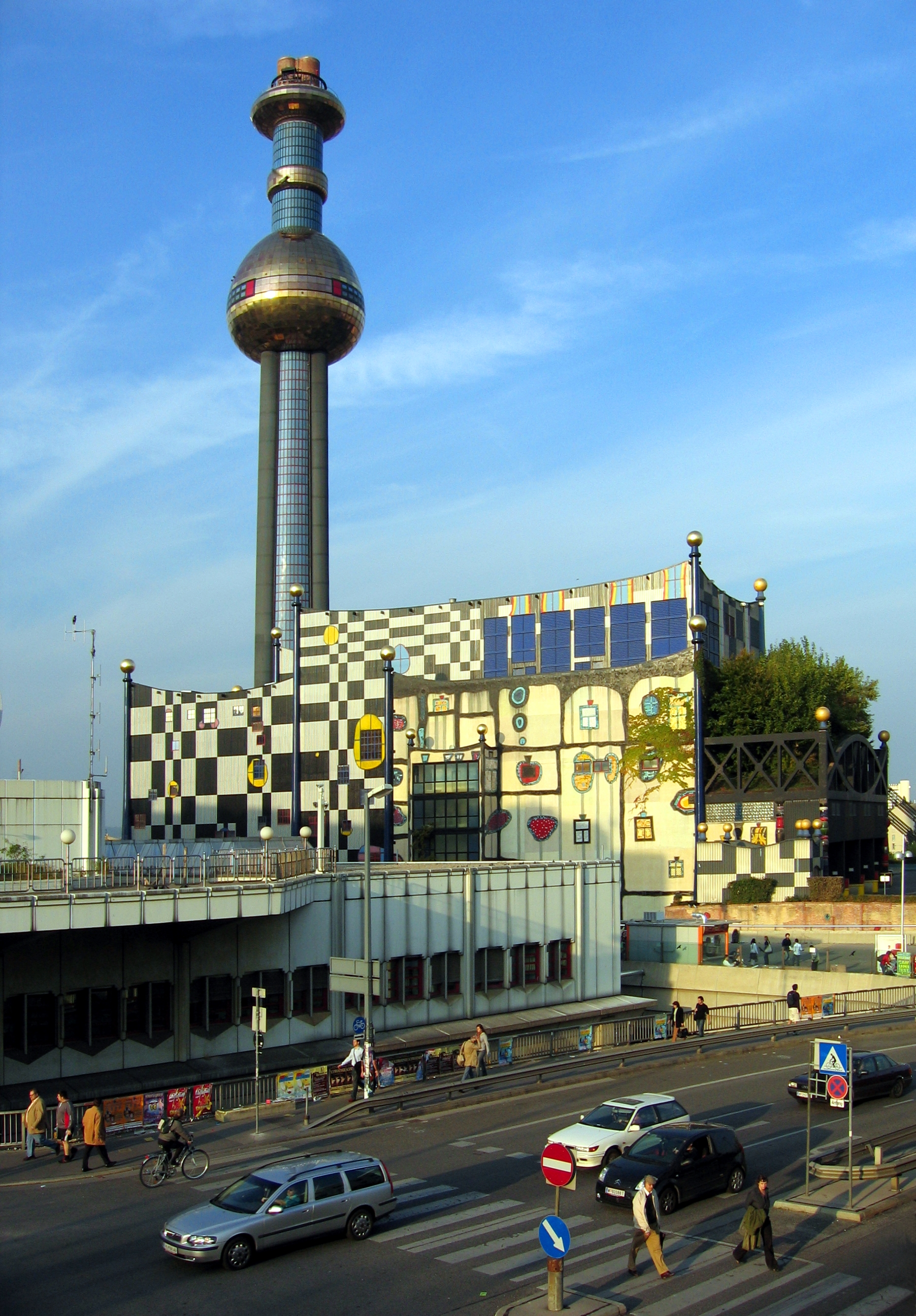
Ekologiczna spalarnia śmieci i ciepłownia w Wiedniu

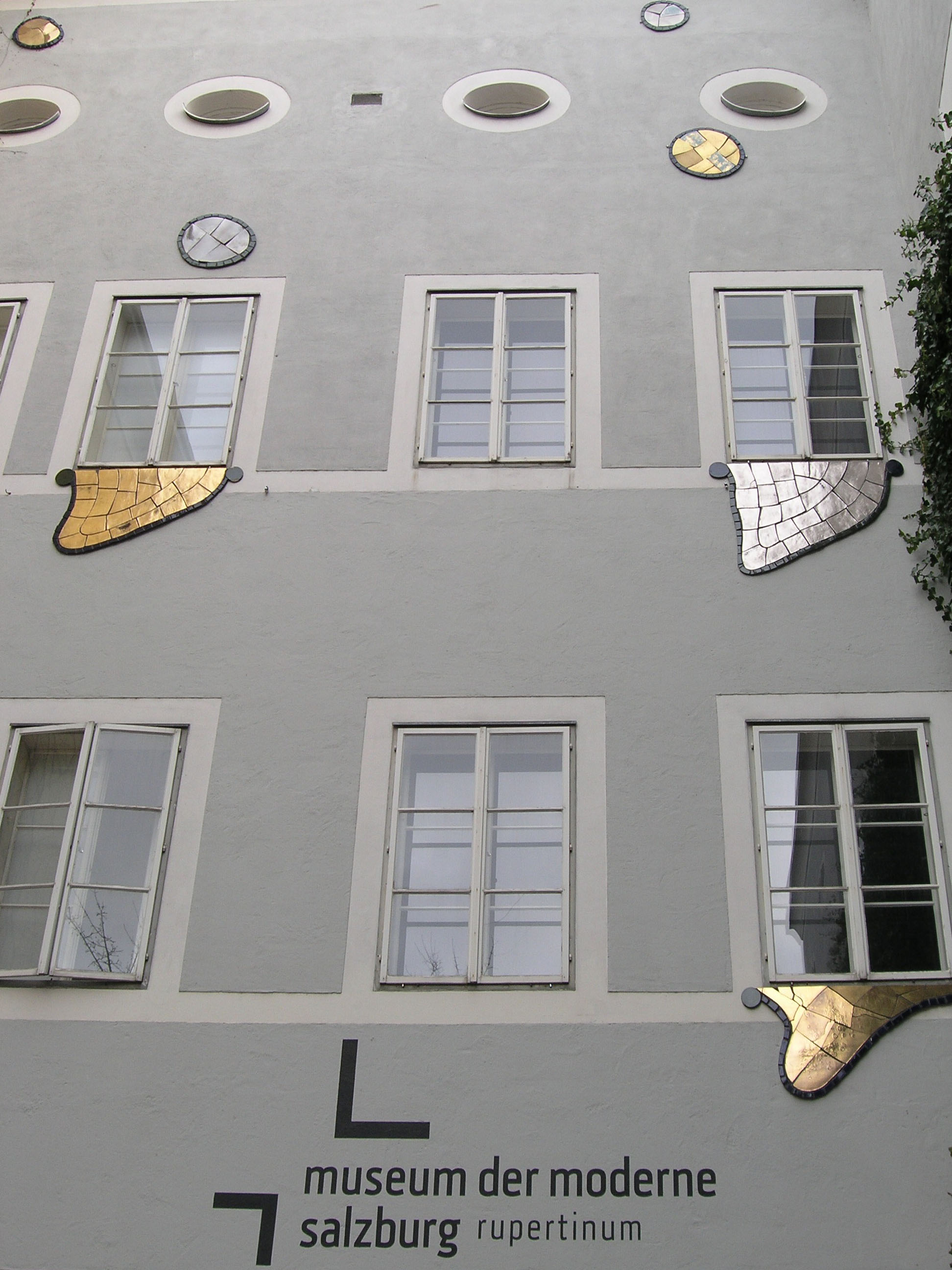
Rupertinum, Salzburg

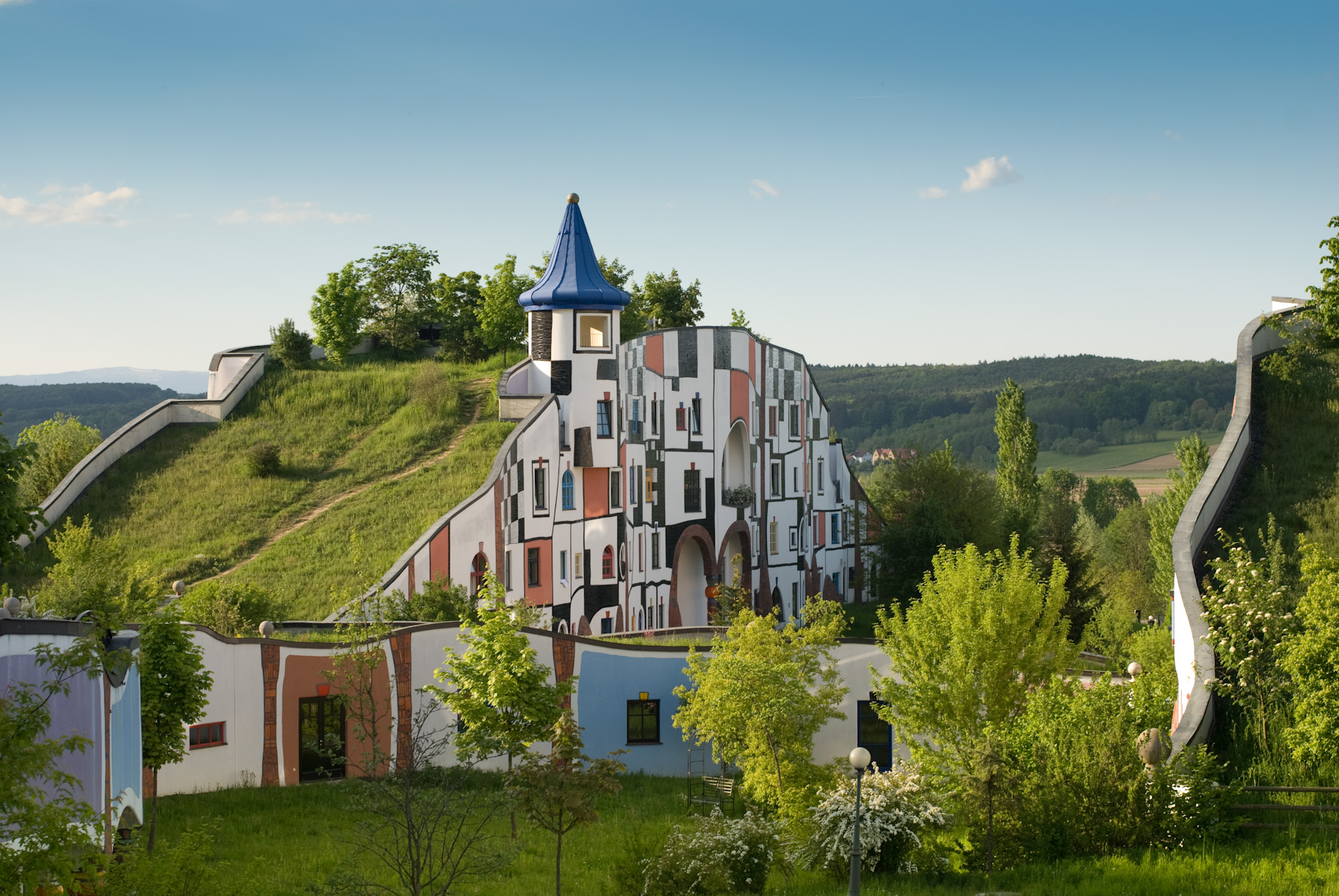
Wioska Bad Blumau

- Rupertinum Salzburg 1980–1987 – Hundertwasser zaprojektował na nowo fasadę budynku ozdabiając niektóre okna zungenbartami. W wyniku protestów zostały one usunięte i dopiero ponownie zamontowane w 1987 roku;
- Kościół św. Barbary w Bärnbach – katolicki kościół wybudowany w latach 1948-1949, ozdobiony przez Hundertwassera w 1984–1988. Dzwonnica zwieńczona jest „cebulową, pozłacaną kopułą”. Na frontonach portyków znajdujących się wokół kościoła, znajdują się symbole wszystkich wiodących religii świata;
- Muzeum w Roiten, 1987–1988;
- Fabryka tekstyliów w Rueff i numery na domach w Muntlix, 1988;
- Ekologiczna spalarnia śmieci w Spittelau, Wiedeń, należąca do zakładów ciepłowniczych Fernwärme Wien GmbH – w latach 1988–1992 Hundertwasser przekształcił nieatrakcyjną, przemysłową konstrukcję w bajkową budowlę przypominającą meczet, która stała się jedną z głównych atrakcji turystycznych Wiednia. Minaretowa kolumna została przemalowana na kolor błękitny i ozdobiona złotą kopułą w kształcie cebuli, na wysokości 100 metrów nad ziemią.

- Stacja paliwowa i miejsce odpoczynku dla kierowców w Bad Fischau, 1989–1990,
- Kunst Haus Wien, 1989–1991 – dawna fabryka mebli Thoneta przekształcona w muzeum w stylu orientalno-naturystycznym. Znajduje się niedaleko Domu Hundertwassera, którego nie można zwiedzać. Na parterze Kunst Haus Wien znajduje się sklep z pamiątkami i kopiami prac Hundertwassera. Na piętrach wystawy stałe i czasowe.

- Kalke Village, Wiedeń, 1990–1991,
- Fontanna Zwettl, 1992–1994,
- Pawilon przy DDSG Blue Danube Ponton Wiedeń, 1992–1994,
- Fontanna w Linzu, 1993–1994,
- Oddział onkologii Szpitala Uniwersyteckiego w Grazu, 1991–1994 – Hundertwasser, uważany za „doktora architektury”, został poproszony o przekształcenie sterylnych, szpitalnych pomieszczeń dla pacjentów cierpiących na raka w „szczęśliwe miejsce”. Artysta wspomógł finansowo przebudowę wnętrz. Dwa lata po przebudowie oddziału, przeprowadzono badanie wśród pacjentów w celu zebrania informacji jak czują się w nowym środowisku. Badanie udowodniło, że chorzy na raka czują psychicznie lepiej w kolorowych asymetrycznych wnętrzach i poprawia się znacznie ich stan zdrowia[3];
- Thermendorf Blumau, Bad Blumau, 1993–1997 – kompleks hotelowy z gorącymi źródłami, największy projekt Hundertwassera. Hotel oferuje 250 pokoi, 550 łóżek, 2 baseny i 5 łaźni z wodami termalnymi. W marcu 1998 roku Hundertwasser wraz z deweloperem Rogerem Rognerem otrzymał za ten projekt: „Prize for Special Services to Tourism”, przyznawaną przez stowarzyszenie Niemieckich Dziennikarzy Podróżników”;
- Fontanna w Zell am See, 1996-2003.

### Nowa Zelandia
- Toaleta publiczna w Kawakawa, 1999.

### Niemcy

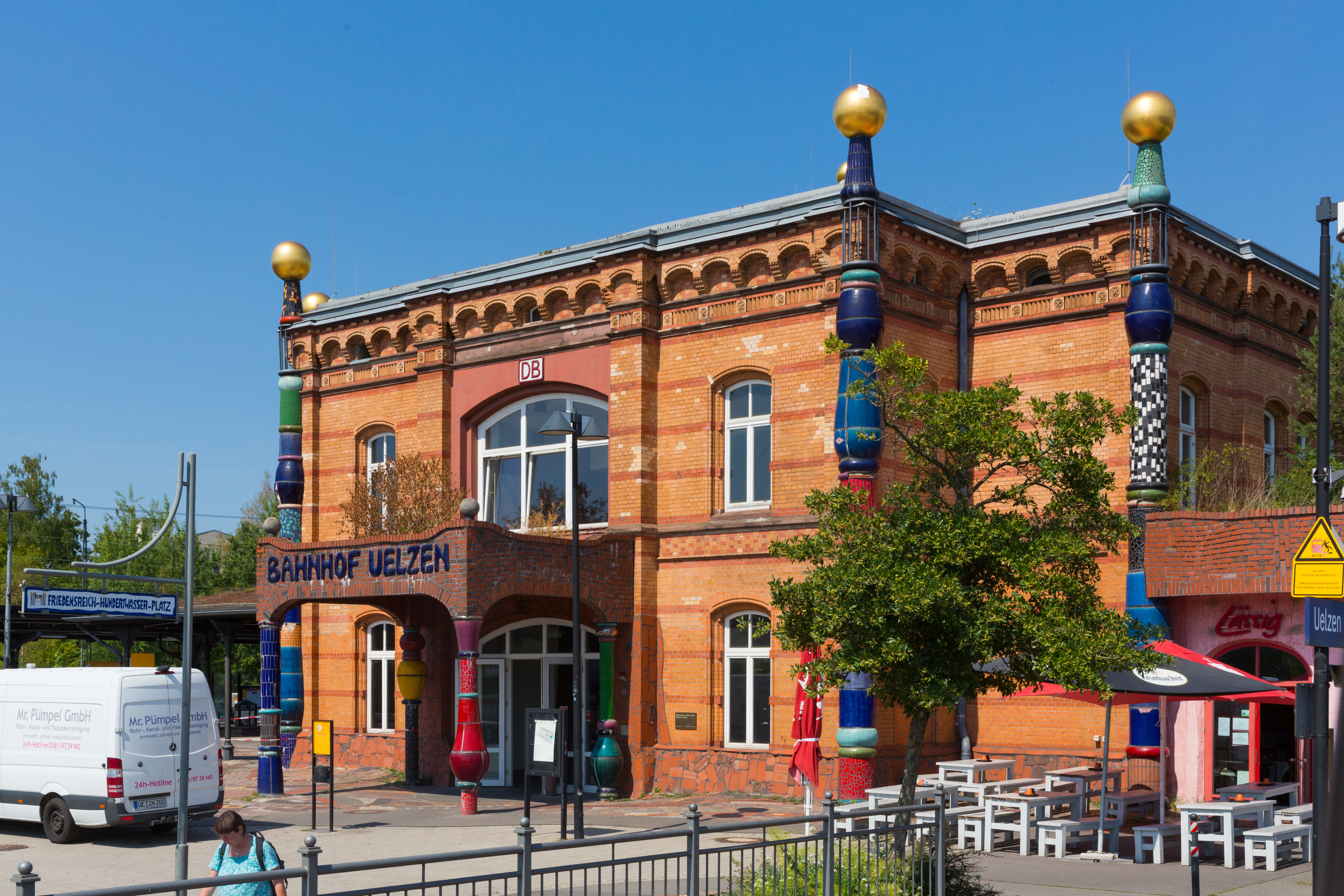
Dworzec kolejowy w Uelzen

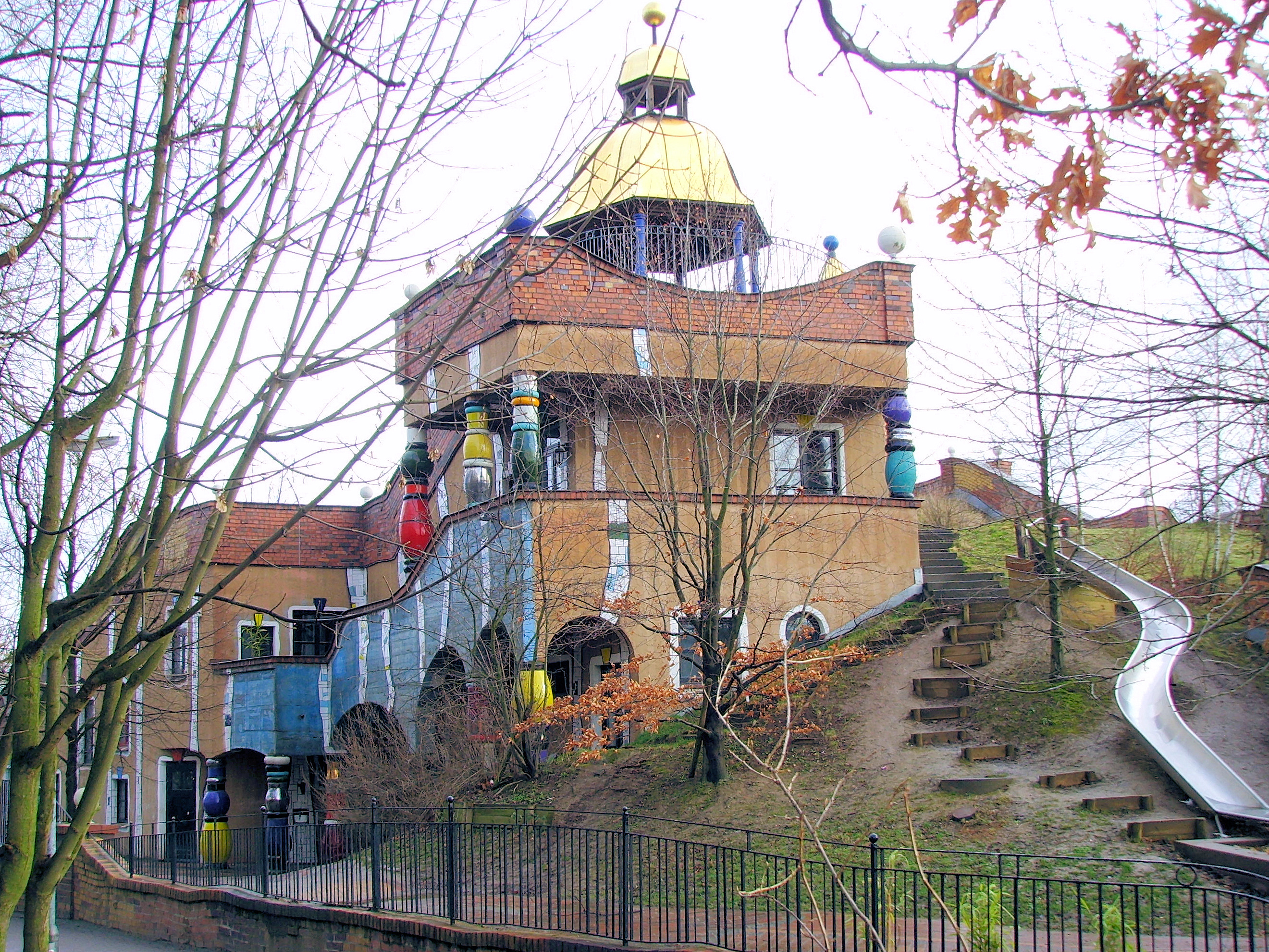
Przedszkole Hundertwassera

- Fabryka Rosenthala w Selb, 1980–1982,
- Hundertwasser-Kindertagesstätte – obiekt przedszkolny w dzielnicy Heddernheim we Frankfurcie, 1988–1995,
- Öko-Haus Hamm, Maximilianpark, 1981–1982,
- In den Wiesen, Bad Soden am Taunus, 1990–1993,
- Wohnen unterm Regenturm, Plochingen am Neckar, 1991–1994,
- Gimnazjum Martina Luthera w Wittenberdze, 1997–1999. Właściwie Luther-Melanchthon-Gymnasium powstało w roku 2006/2007 z połączenia gimnazjum Martina Lutra i Melanchthon-Gymnasium. Jest to szkoła przebudowana według planów Hundertwassera, dzięki czemu stała się magnesem przyciągającym licznych turystów.
- Kawiarnia Ottensen, we współpracy z Jule Beck, 1998,
- Waldspirale w Darmstadt, 1998–2000,
- Hundertwasserbahnhof Uelzen – dworzec w Uelzen, 1999–2001,
- Kopuła zwieńczająca bramę w przedszkolu w Wülfrath, 2001,
- Zielona Cytadela w Magdeburgu, 2004–2005,
- Ronald-McDonald-Haus w Essen/Grugapark,
- Wieża Hundertwassera w Abensberg,
- Halle w Altenrhein, 1998–2001.

### Japonia
- Countdown 21st Century Monument for TBS Tokyo, 1992,
- Kids Plaza, Muzeum dla dzieci w Ōsaka, 1996–1997,
- Maishima Fabryka Uzdatniania Śmieci w Ōsaka, 1997–2000,
- Maishima Sludge Center Ōsaka, 2000.

### USA
- Winiarnia Carla Dournani w Napa Valley w Kalifornii, 1992–1999.

### Izrael
- Fontanna w Tel Awiwie, 1994–1996.

### Szwajcaria
- Markthalle Altenrhein, 1998–2001.

## Projekty znaczków
Hundertwasser miał kiedyś powiedzieć: „Uwielbiałem znaczki dużo wcześniej zanim zostałem malarzem”. Opowiadał też pewną anegdotę: „Pisałem listy tak po prostu do „Nieznanego filatelisty” w mieście o egzotycznej nazwie wybranej z atlasu... i na moje trzy wysłane listy zwykle otrzymywałem jedną odpowiedź. Później wymienialiśmy się znaczkami...”.
Hundertwasser lubił znaczki. Niestety kolekcję odziedziczoną po ojcu musiał sprzedać, gdy potrzebował pieniędzy na swoją pierwszą wystawę w Wiedniu w Art Club w roku 1952. Znaczki, podobnie jak flagi i tablice rejestracyjne, były dla Hundertwassera symbolami tożsamości narodowej. W ciągu swojego życia zaprojektował około 30 znaczków.
Po raz pierwszy sztuka Hundertwassera pojawiła się na znaczku w roku 1967. Był to znaczek wydany na Kubie upamiętniający wizytę artystów z „Paris Salon de Mai” oraz pokaz ich prac.
Pierwsze zlecenie na zaprojektowanie znaczków otrzymał Hundertwasser od austriackiej poczty. Była to seria zatytułowana „Sztuka nowoczesna Austrii”. Czteroszylingowy znaczek przedstawiający spiralę z 1975 roku jest rarytasem dla kolekcjonerów. Kiedy zaprojektowane przez Hundertwassera znaczki weszły do obiegu, pracownik poczty niemieckiej odmówił wysłania karty ze znaczkiem Hundertwassera i odesłał go do wysyłającego z adnotacją: „To nie jest znaczek”.
W roku 1979 Hundertwasser otrzymał od prezydenta Senegalu, Leopolda Sedara Senghora, zaproszenie do Dakaru oraz zlecenie na zaprojektowanie serii znaczków senegalskich. Powstały trzy znaczki: „Czarne drzewo”, „Głowa” oraz „Tęczowe okno”.
W roku 1984 artysta otrzymał nagrodę od prezydenta Włoch, Sandra Pertiniego – złoty medal za projekt znaczka Organizacji Narodów Zjednoczonych.
W latach 1991–1993 nadzorował projekt serii znaczków „W hołdzie Liechtensteinowi”.
W 1995 roku jeszcze raz projektował znaczki dla Organizacji Narodów Zjednoczonych. Upamiętniały one Światowy Szczyt w Kopenhadze w 1995 roku oraz spotkania na szczycie Rady Europy w Wiedniu w roku 1983. Dodatkowo w roku 1995 Luksemburg został kulturalną stolicą Europy, co Hundertwasser również upamiętnił na znaczkach.
W roku 1997 na wystawie w Kolonii artysta otrzymał nagrodę „Grand Prix Philately”.
Słynne zdania Hundertwassera na temat znaczków:
- „Znaczek musi doświadczyć swego przeznaczenia”,
- „Znaczek musi doświadczyć ciemnej strony skrzynki pocztowej”,
- „Znaczek musi znieść stempel pocztowy”,
- „Znaczek musi czuć rękę listonosza, który dostarcza list adresatowi”,
- „Znaczek, który nie został wysłany na liście nie jest prawdziwym znaczkiem, nigdy nie żył...”,
- „Znaczek musi świadczyć o kulturze, pięknie i ludzkiej twórczości”[7].

## Galeria

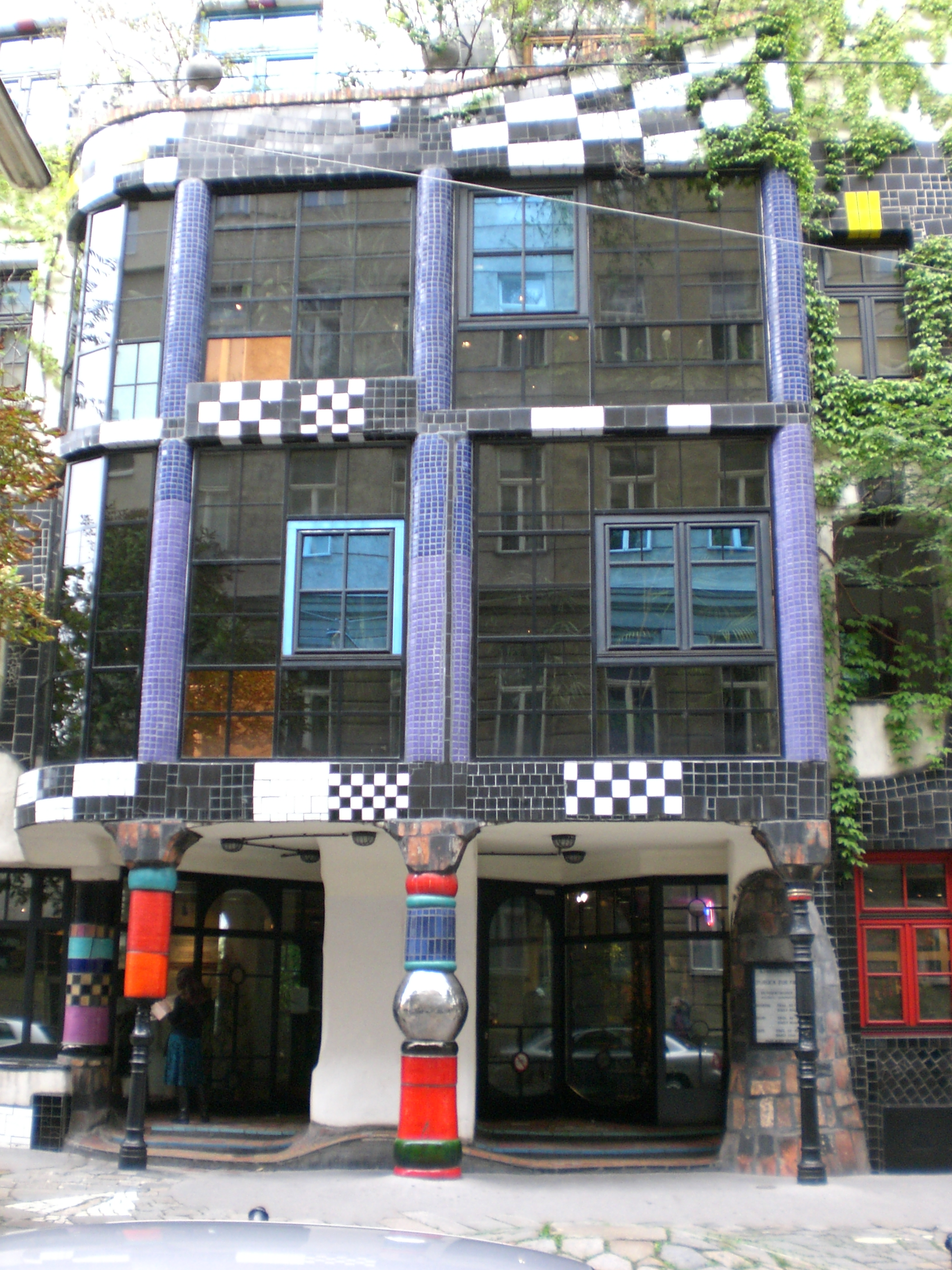
Kunst Haus Wien
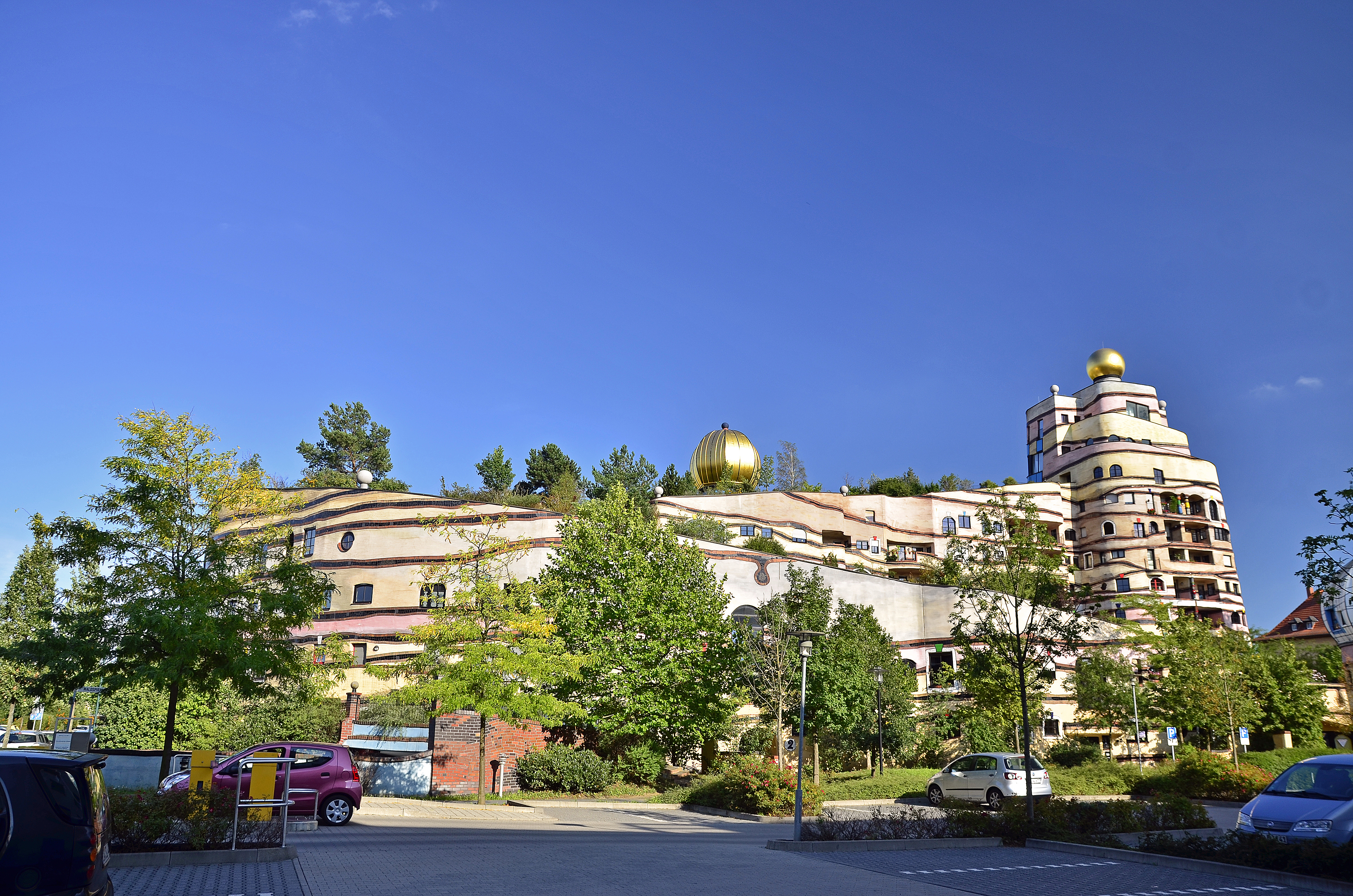
Dom Waldspirale w Darmstadt
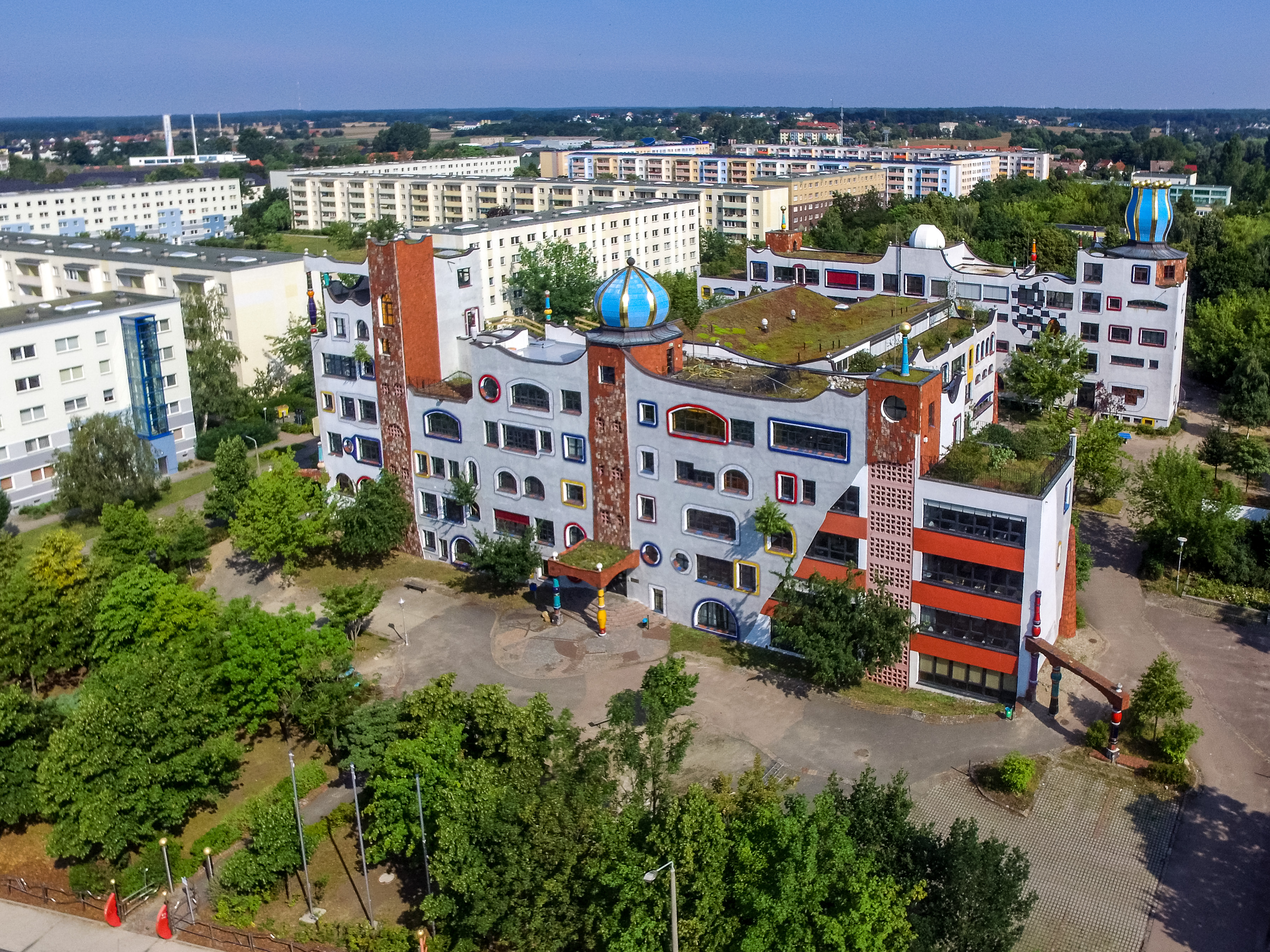
Gimnazjum Martina Luthera w Lutherstadt Wittenberg
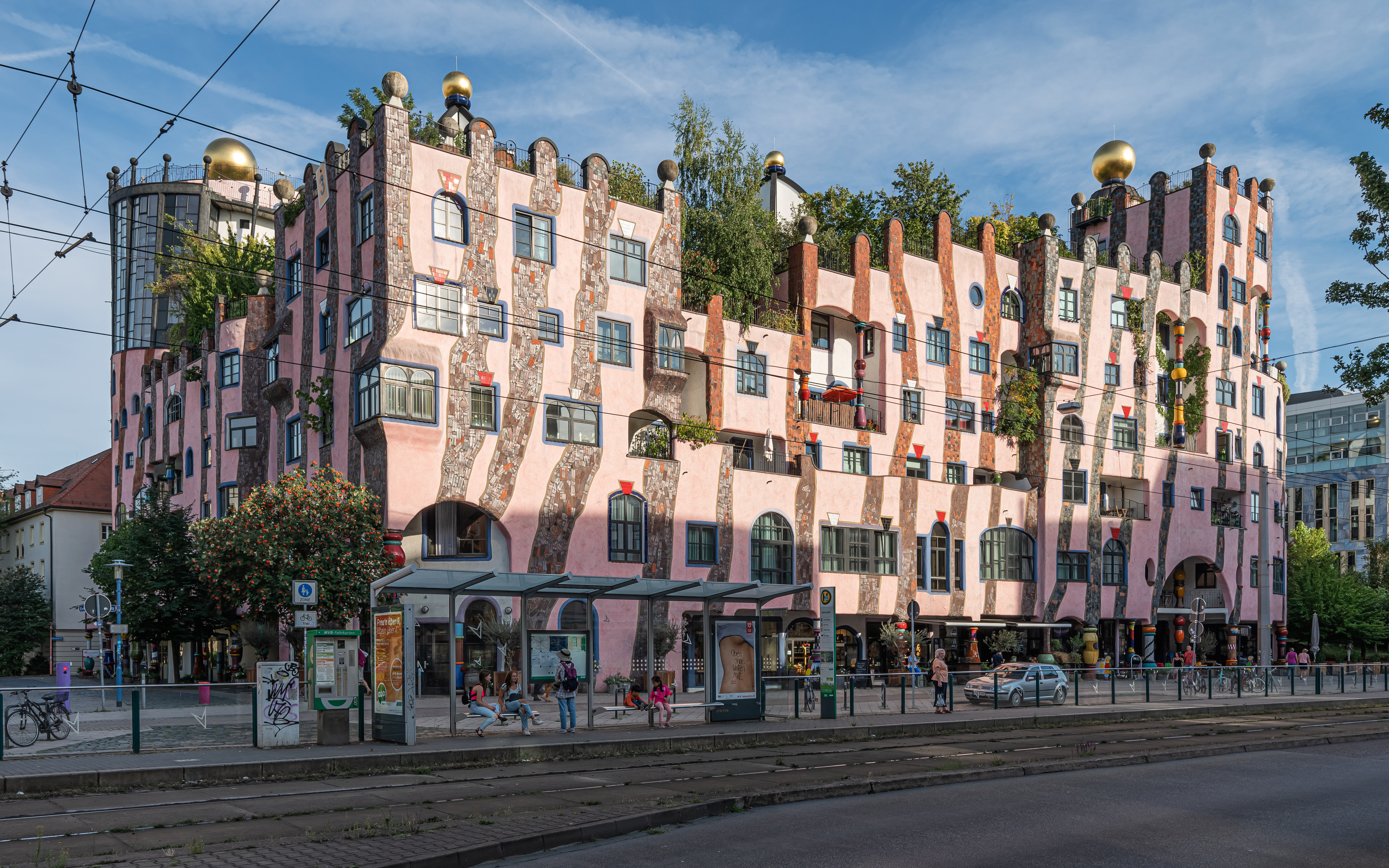
Zielona Cytadela w Magdeburgu
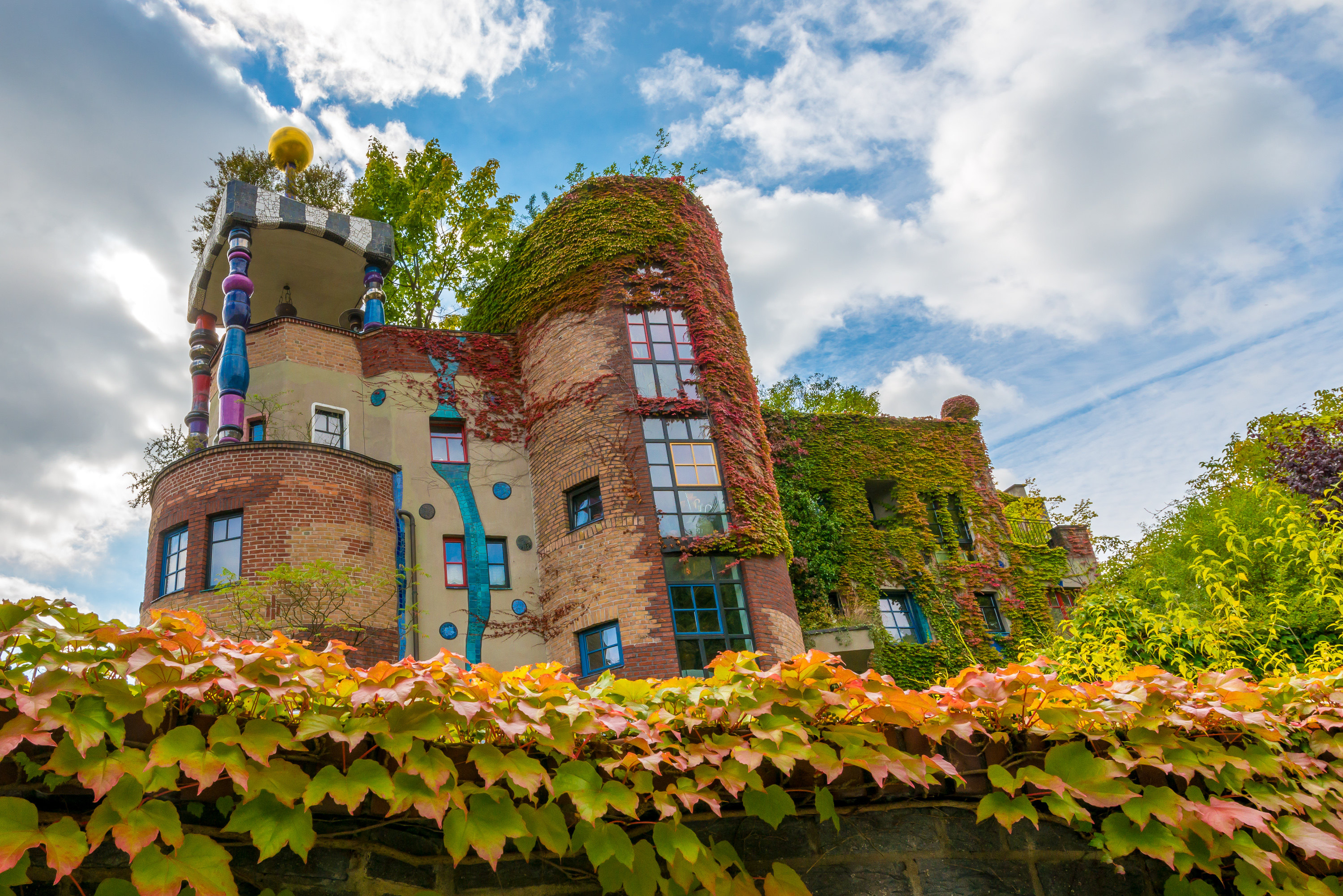
Dom w Bad Soden am Taunus koło Frankfurtu
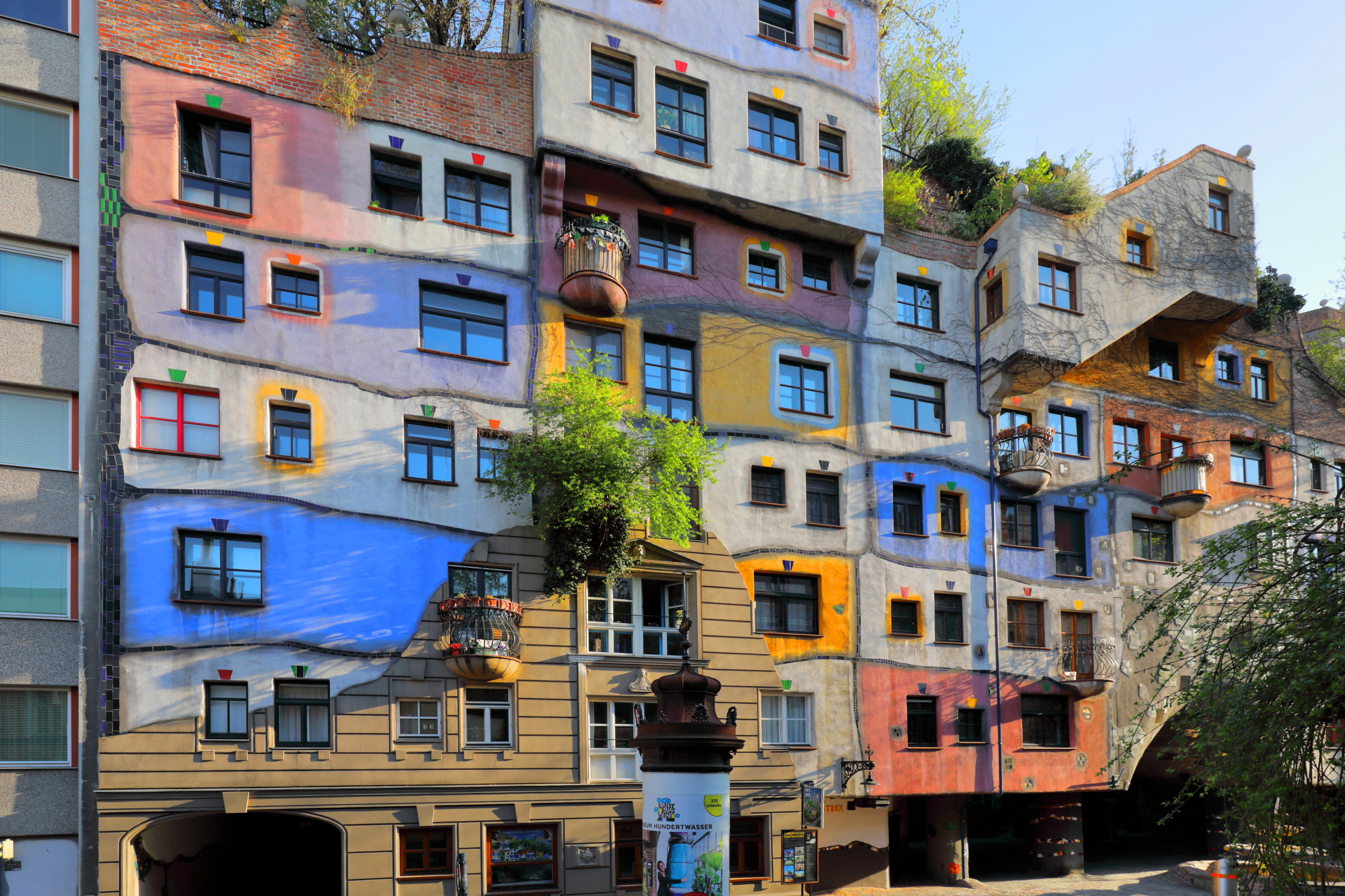
Hundertwasserhaus w Wiedniu
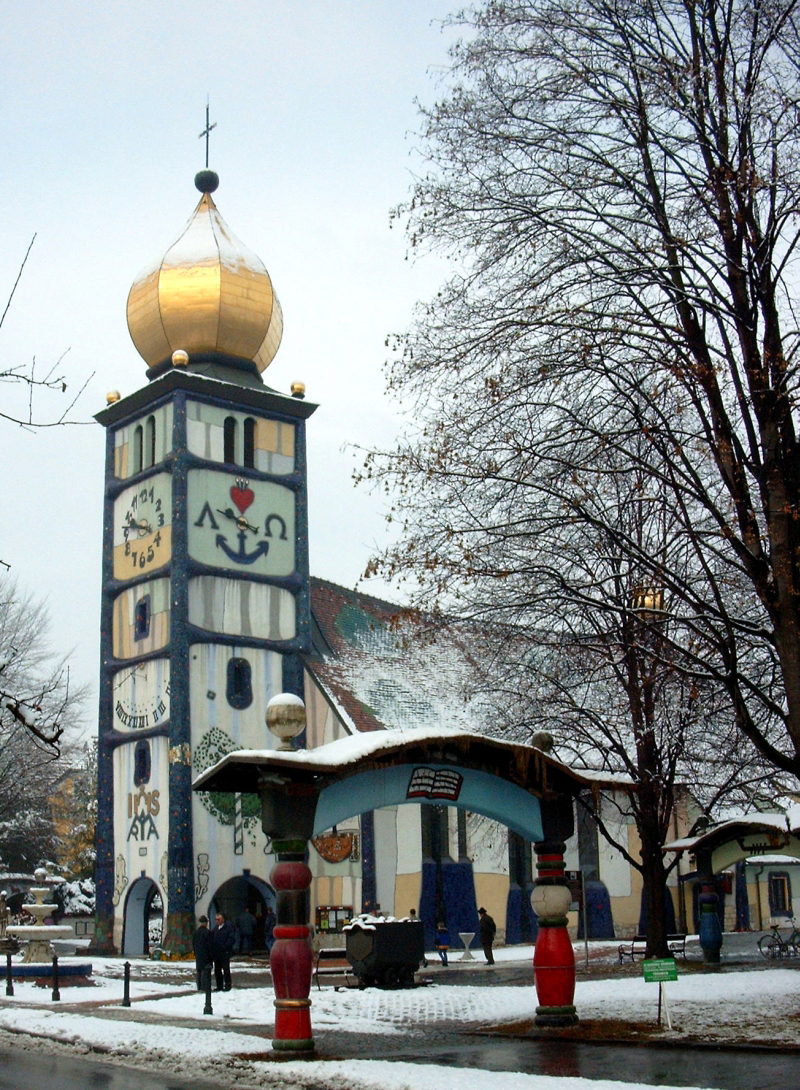
Kościół św. Barbary w Bärnbach
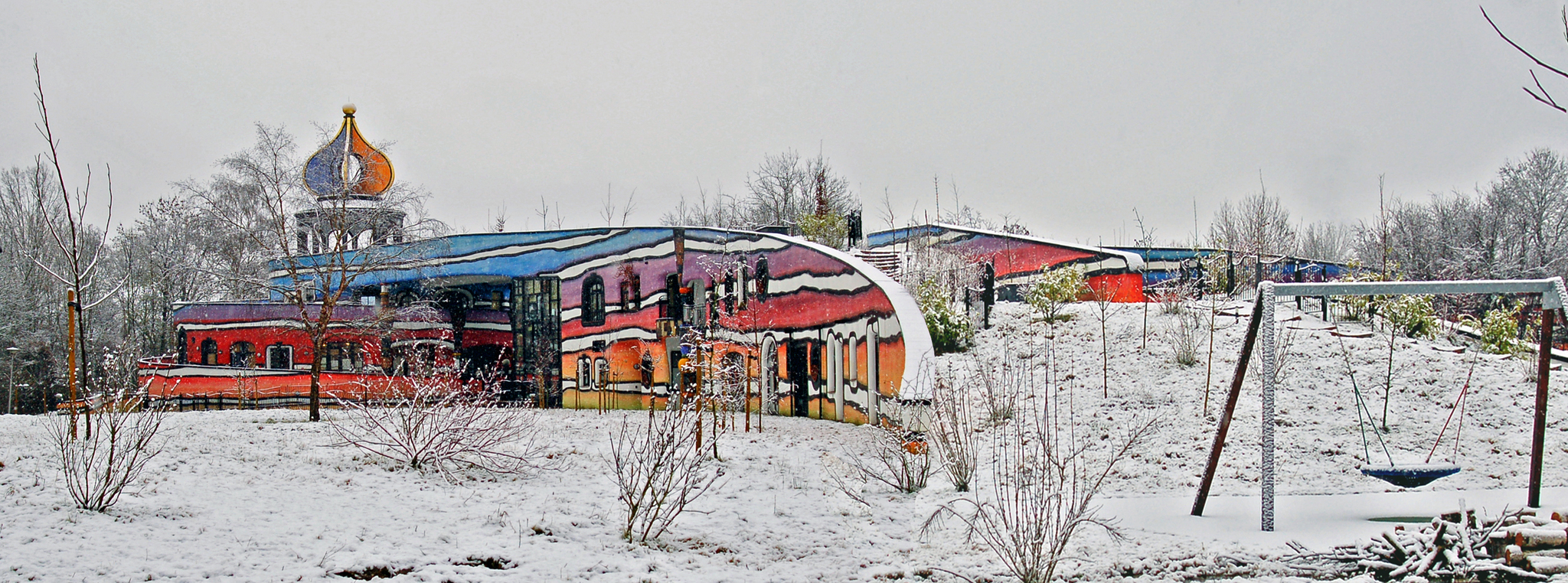
Dom fundacji Ronalda McDonalda w Houthem (Holandia)